# Nicole (voornaam)
Nicole is een voornaam voor een meisje. Het is de vrouwelijke vorm van Nicolaas.

## Betekenis
Deze naam Nicolaas is afgeleid van het Griekse nikè, wat "overwinning" betekent en laos, wat "volk" betekent. De naam betekent dus zoveel als "overwinnaar met/van het volk". Op 6 december is er een feestdag ter ere van de Heilige St. Nicolaas. Deze bisschop van Myra is circa 345 jaar na Christus te Klein-Azië gestorven. Nicolaas is schutspatroon der zeevarenden, vissers en schoolkinderen, en beschermheilige van Rusland. In Nederland wordt het een dag eerder gevierd, en wel in de vorm van pakjesavond.

## Afgeleiden van de naam Nicole
De naam Nicole heeft enorm veel variaties. Om er een paar te noemen: Colette, Necole, Niccole, Nicolle, Nichol, Nichole, Nicholle, Nickol, Nickole, Nicol, Nicola, Nicolien, Nikita, Nikki, Nikkole, Nikky, Niko, Nikol, Nikola, Nikole, Nikoleta, Nikoletta, Nikole, Nikolia, Niquole, Niquolle, Nychole, Nycholl, Nykia, Nycole, Nykole, Nykolia, Nyquole en Nyquolle.

## Jongensnaam
In de Middeleeuwen kregen niet meisjes, maar jongens bij hun geboorte Nicolet of Nicole als naam.

## Bekende naamdraagsters
- Nicole Appleton, zangeres bij Appleton en voormalig lid van All Saints
- Nicole Brändli, een Zwitsers wielrenster
- Nicole Kidman, een Australische actrice
- Nicole Koolen, een Nederlandse hockeyster
- Nicole Richie, een realitysoap-ster (The Simple Life) en actrice
- Nicole Tossoukpe, een vriendin van Albert II van Monaco.
- Nicole Uphoff, een Duitse amazone
- Nicole Vaidišová, een Tsjechische tennisster
- Nicole Scherzinger, een Amerikaanse zangeres, ex-leadzinger van The Pussycat Dolls
- Nicole Hohloch, een Duitse zangeres die het Eurovisiesongfestival in 1982 won
- Nicole Row, een Amerikaans basgitariste en zangeres die met diverse pop- en rockartiesten/-bands samenwerkt/heeft samengewerkt